# Commission Internationale pour l'Exploration Scientifique de la Méditerranée
De Commission Internationale pour l'Exploration Scientifique de la Méditerranée (CIESM) is een organisatie gecreëerd in Madrid in 1909 om de multinationale oceanografie van de Middellandse Zee te bevorderen. De organisatie is opgericht door landen die aan de zee grenzen, maar staat ook open voor andere landen. Het doel van de organisatie is wetenschappelijke samenwerking te bevorderen middels het gebruik van nationale researchprojecten en omvat (2012) 23 landen. Het is onderdeel van het MARCOM programma van de Europese Unie.

## Geschiedenis
De CIESM werd voorgesteld door de Italiaanse professor Vinciguerra en de Duitse professor Krümmel, als een middel om de visserij in te schakelen voor wetenschappelijk onderzoek van de Middellandse Zee. De Union Géographique Internationale in Genève steunde het voorstel. De organisatie werd gestart tijdens de eerste vergadering in Monaco op 30 maart 1910, met als voorzitter Albert I van Monaco. De organisatie had twee tegenstrijdige principes: ze moest vrij zijn van politieke inmenging, en de deelnemende landen moesten vertegenwoordigd zijn op een nationaal niveau.
Op de volgende vergadering, in februari 1914, werd aangenomen dat alle landen aan de Middellandse Zee en de Zwarte Zee zouden moeten deelnemen. Een derde vergadering, in Spanje, ging niet door vanwege het uitbreken van de Eerste Wereldoorlog, en de eigenlijke oprichting van de organisatie werd uitgesteld tot november 1919, na een voorbereidende vergadering in Parijs in juni 1919. De eerste president was Alfons XIII, koning van Spanje. Deelnemende landen vertegenwoordigd bij de oprichting waren Egypte, Frankrijk, Griekenland, Monaco, Spanje, Tunesië, en Turkije.
Tussen 1919 en 1939 werden verscheidene observatiestations gebouwd rond de Middellandse Zee, en een aantal gespecialiseerde schepen (meest Frans en Italiaans) werden te water gelaten. De organisatie publiceerde een wetenschappelijk tijdschrift en jaarlijkse rapporten. Tijdens de Tweede Wereldoorlog lag het werk stil, en werd in 1951 in Parijs hervat. In 1964 werd vervuiling besproken op het drie-jaarlijkse congres.
Kroatië, Slovenië, en Oekraïne werden lid in 1992, en Portugal in 2004. Een speciale onderzoeksgroep werd gecreëerd in 1998 om de dreiging van Caulerpa taxifolia te bestuderen.

## Structuur
CIESM-congressen worden elke drie jaar gehouden. De meest recente (nr. 39) was in Venetië, in 2010. De huidige voorzitter is Albert II van Monaco.
Er waren 23 leden in 2008: Algerije, Duitsland, Cyprus, Kroatië, Egypte, Spanje, Frankrijk, Griekenland, Israël, Italië, Libanon, Malta, Marokko, Monaco, Portugal, Roemenië, Slovenië, Syrië, Tunesië, Turkije, Oekraïne, Servië, en Zwitserland.
De CIESM heeft een centraal administratief bureau en hoofdkwartier in Monaco. De zes afzonderlijke comités organiseren workshops en vergaderen drie keer per jaar. Ook worden conferenties georganiseerd en programma's uitgevoerd om onderzoekers in armere landen te ondersteunen. Het budget in 2008 budget bedroeg €910,000.

### Comites
De CIESM heeft onderzoekers in meer dan 30 landen, georganiseerd in zes comités:
- Marine Geosciences,
- Physics and  Climate of the Ocean,
- Marine Biogeochemistry,
- Marine Microbiology and Biotechnology,
- Marine Ecosystems and Living Resources,
- Coastal Systems.